# Bergunda kyrka
Bergunda kyrka är en kyrkobyggnad i Bergunda i Växjö stift. Den är församlingskyrka i Öjaby församling.

## Kyrkobyggnaden
Bergunda medeltida kyrkobyggnad med sina tjocka murar och sitt kraftiga torn har karaktär av försvarskyrka. Kyrkan som är  uppförd av gråsten består av ett långhus med ett halvrunt korutsprång i öster samt två tillbyggningar i norr och söder. Tornet som tillkom något senare än långhuset har allra överst innehållit en skyttevåning.
Hur kyrkan ursprungligen sett ut är svårt att rekonstruera. Grundmurrester som blottades under golvet 1937-39 ger en liten aning om en romansk absidkyrka liknande Drevs gamla kyrka. Eftersom kyrkan var belägen vid den betydande landsvägen mellan Småland och Skåne hade den ett utsatt läge i krigstider. 1611 skövlades kyrkan av danska trupper. 1732 revs klockstapeln och klockorna flyttades upp i tornet och tre ljudluckor togs upp i den pyramidformade huven.
En omfattande renovering som gav kyrkan dess nuvarande utseende exteriört ägde rum 1825-26 under murarmästare J. Svenssons ledning. Bl.a. revs absiden och koret. Kyrkans östparti fick sin nuvarande form. Den södra tillbyggnaden uppfördes på bekostnad av grevinnan Posse på Bergkvara (gods). Den blev på så sätt en pendang till den förutvarande norra utbyggnaden som  troligen varit sakristia. Vid 1904 års restaurering fick kyrkans inre till stora delar det utseende det har i dag beträffande tunnvalvet över långhuset, altarring, bänkar och läktarbröstet. Nya fönster med  målningar insattes, skänkta av greve K A Posse. 1937-39 genomgick kyrkan ytterligare en restaurering. Vid detta tillfälle sattes korfönstret igen från innersidan.

## Inventarier
- Altarskiva med relikgömma från medeltiden.
- Dopfunt av sandsten  från slutet av 1100-talet tillhörande den s.k. fabeldjursgruppen.
- Altartavla med motiv: "Kristus bland skördefolk" utförd 1948  av Simon Gate.
- Altarring 1904
- Predikstol. Enligt uppgift från 1696 en gåva från herrskapet på Bergkvara. Flera gånger ommålad och förändrad.
- Två vapensköldar av 1700-tals typ. Släkterna von Otters och Beck-Friis' vapen.
- Öppen bänkinredning från 1904
- Två läktare, en i väster och en i söder. Den södra är en s.k. greveläktare.

## Orgeln
- Den ursprungliga orgeln byggdes 1769 eller 1770 av Pehr Schiörlin, Linköping med 7 stämmor och fasad utförd av en bildhuggare vid namn Palm.[2] Orgelverket har byggts om ett flertal gånger.
- 1937–1939 byggdes ett nytt verk med 13 stämmor, två manualer och pedal av E. A. Setterquist & Son Eftr., Örebro.
- 1974 ersattes denna av en orgel med 16 stämmor och två manualer och pedal byggd av Västbo Orgelbyggeri, Långaryd. Orgeln är mekanisk och fasaden från 1770 kompletterades med nya pedaltorn år 1974.[3]

| Huvudverk I  | Svällverk II      | Pedal            | Koppel |
| Gedackt 8´   | Rörflöjt 8´       | Subbas 16´       | I/P    |
| Principal 4´ | Gedacktflöjt 4 ´  | Gedackt 8´       | II/P   |
| Rörflöjt 4´  | Nasard 2 2/3'     | Oktava 4'        | II/I   |
| Waldflöjt 2' | Principal 2'      | Rauschkvint 2 ch |        |
| Mixtur 3 ch  | Scharf 2 ch       | Dulcian 16'      |        |
|              | Vox Humana 8'     |                  |        |
|              | Crescendosvällare |                  |        |

### Kororgel
- Kororgeln byggdes 1973 av Västbo Orgelbyggeri Långaryd och är mekanisk.[3]

| Manual       | Pedal   |
| Gedackt 8´   | Bihängd |
| Rörflöjt 4´  |         |
| Principal 2' |         |
| Nasat 1 1/3' |         |

## Bildgalleri

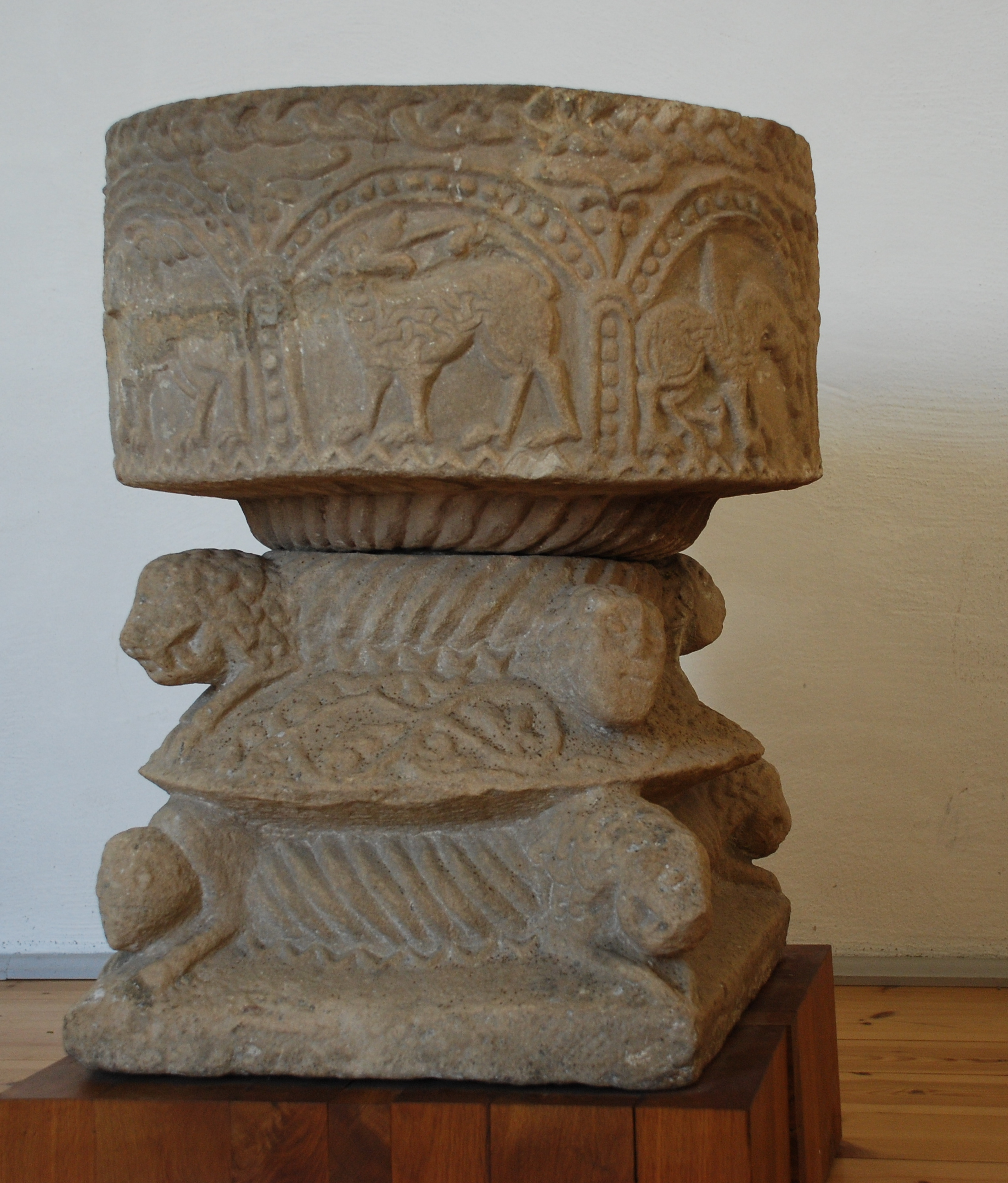
Fabeldjursfont från 1100-talet.
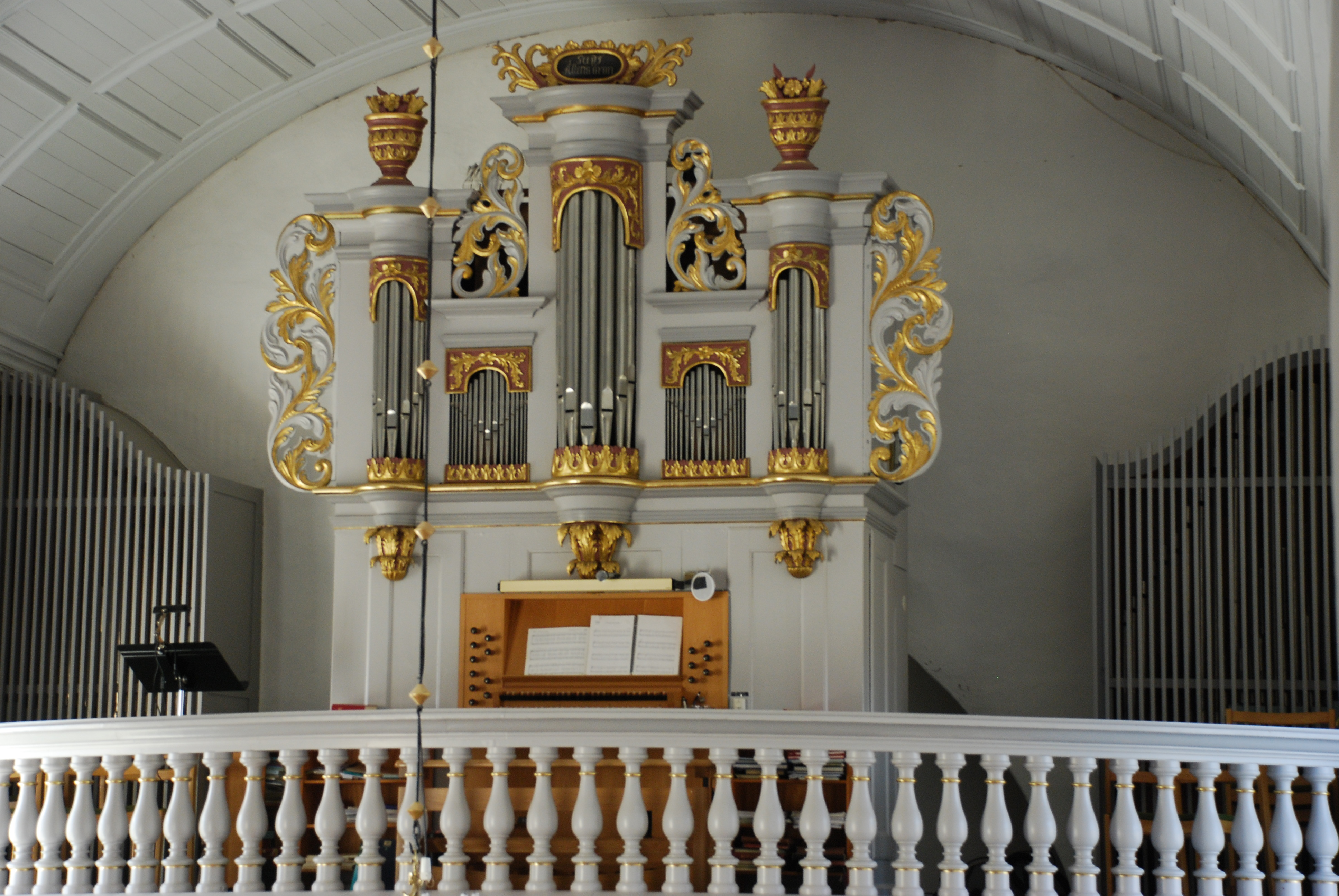
Orgelläktaren.
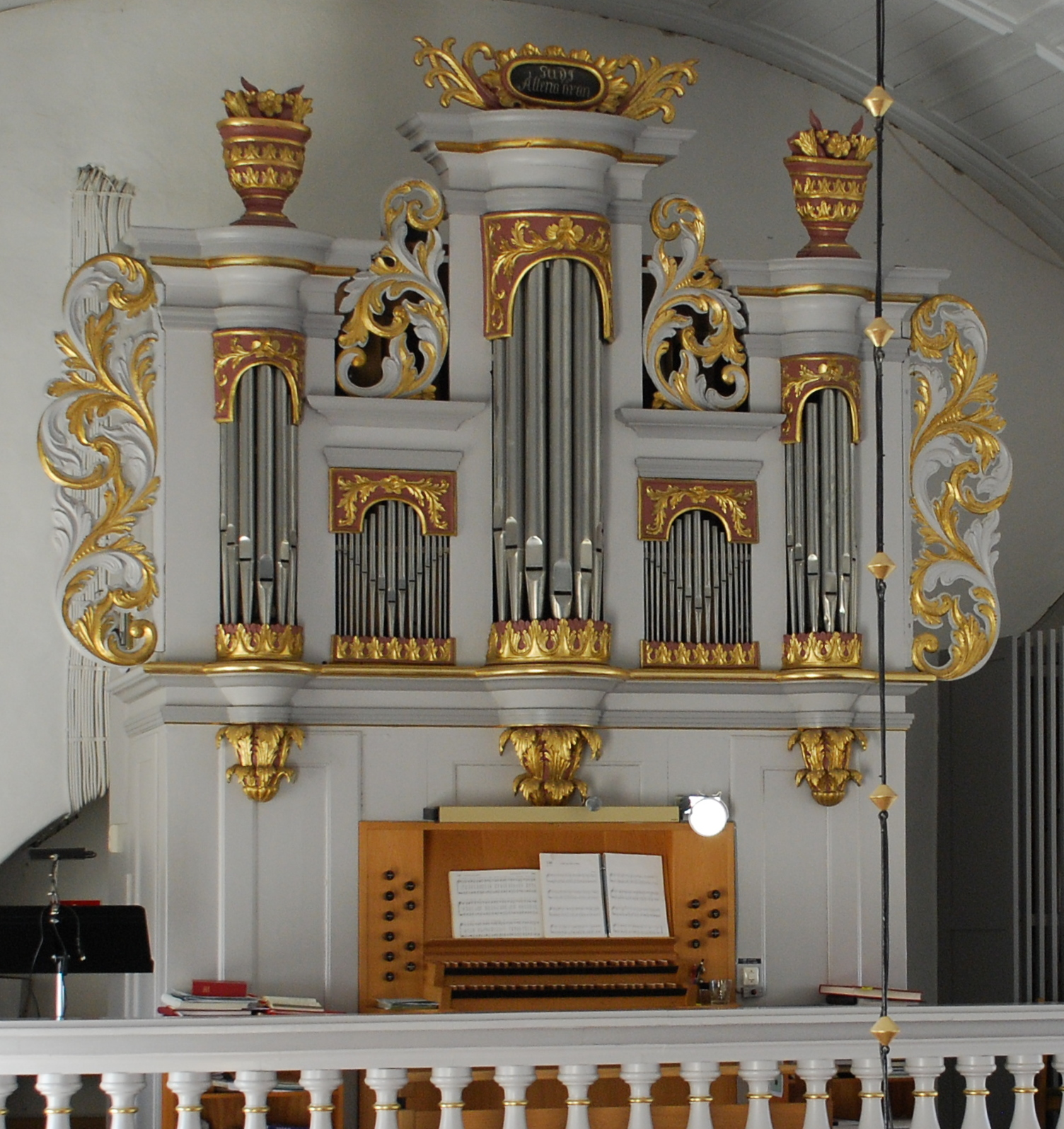
Orgeln med 1700-tals fasad.
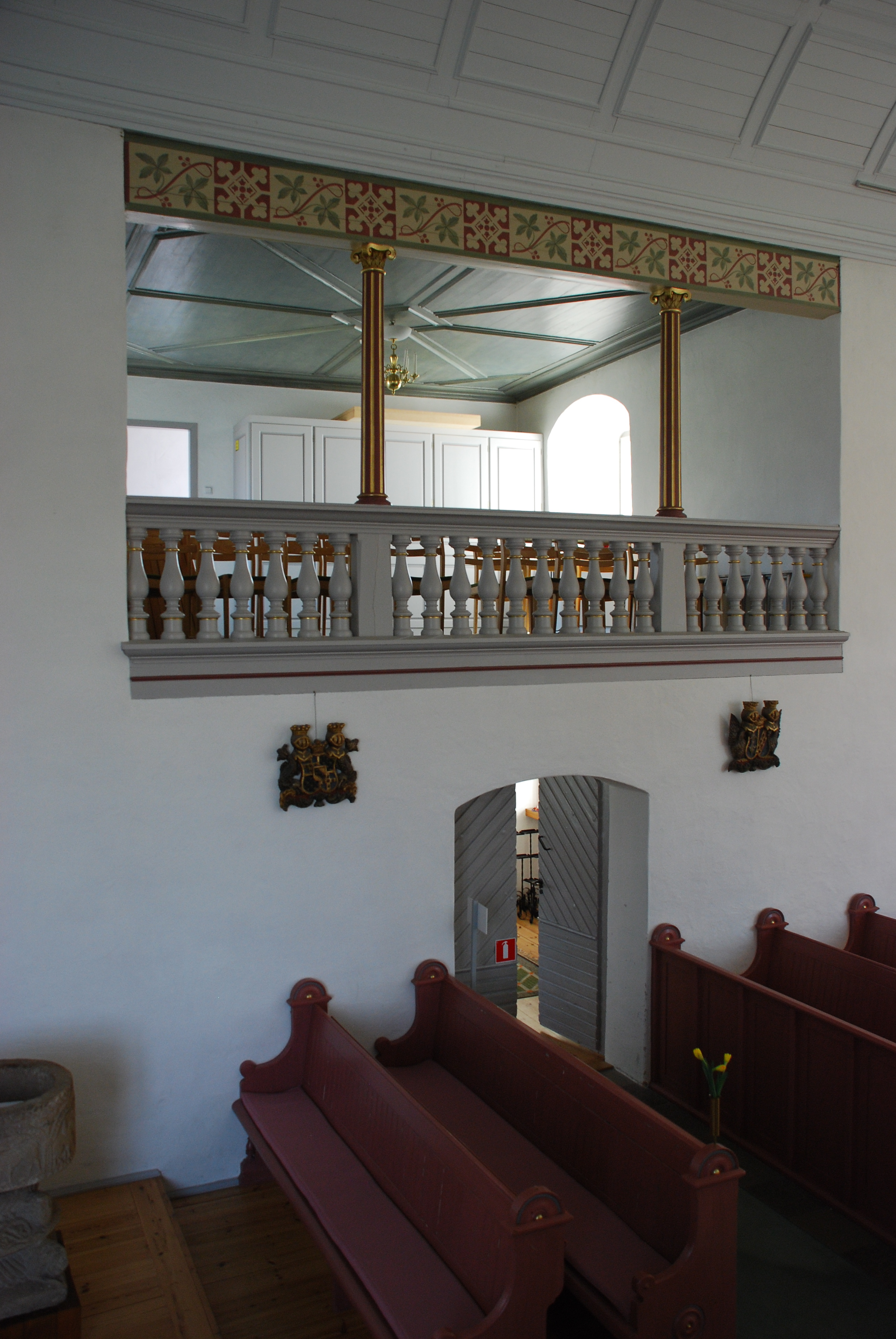
Greveläktaren.
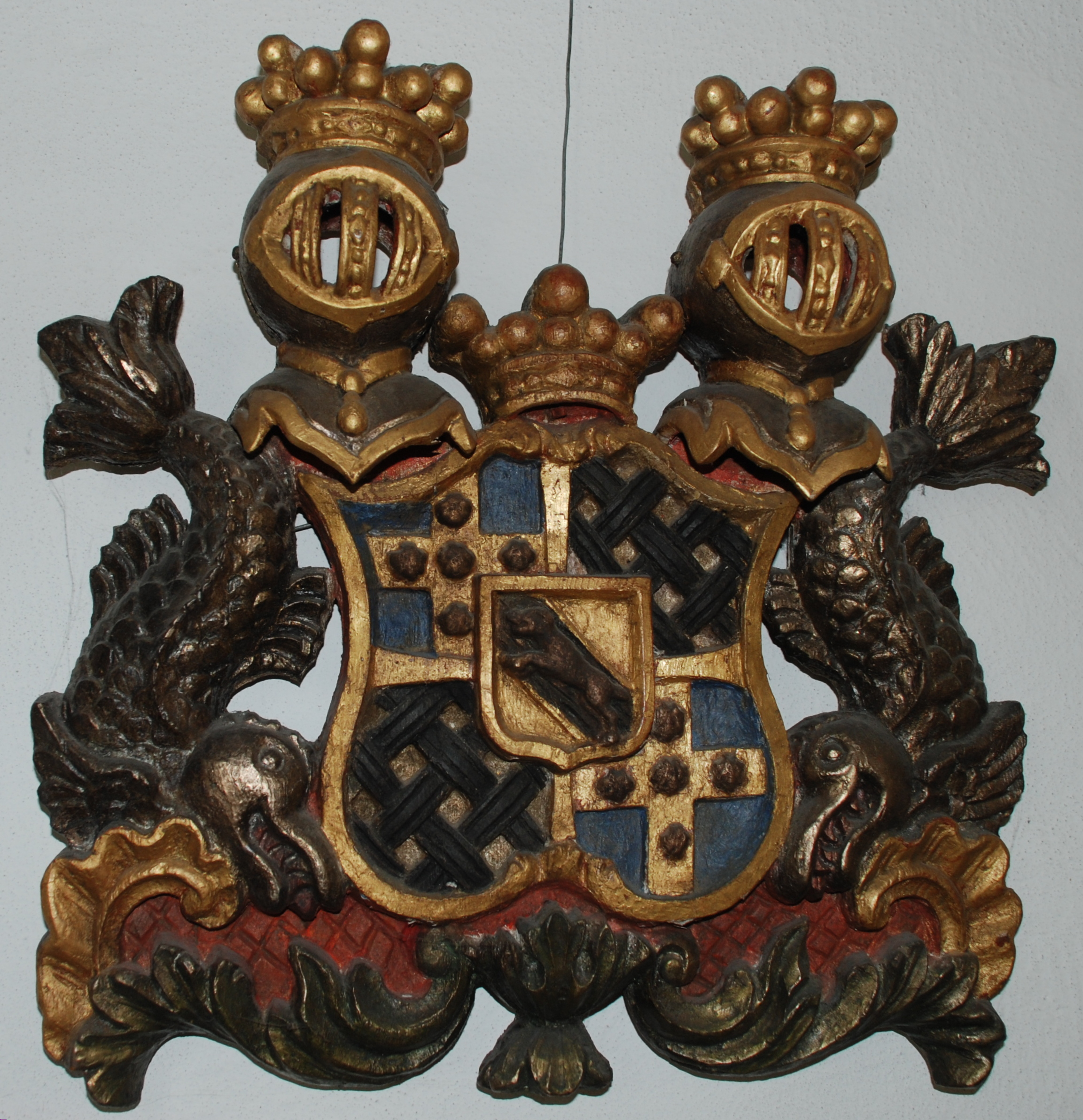
Släkten von Otters vapen.
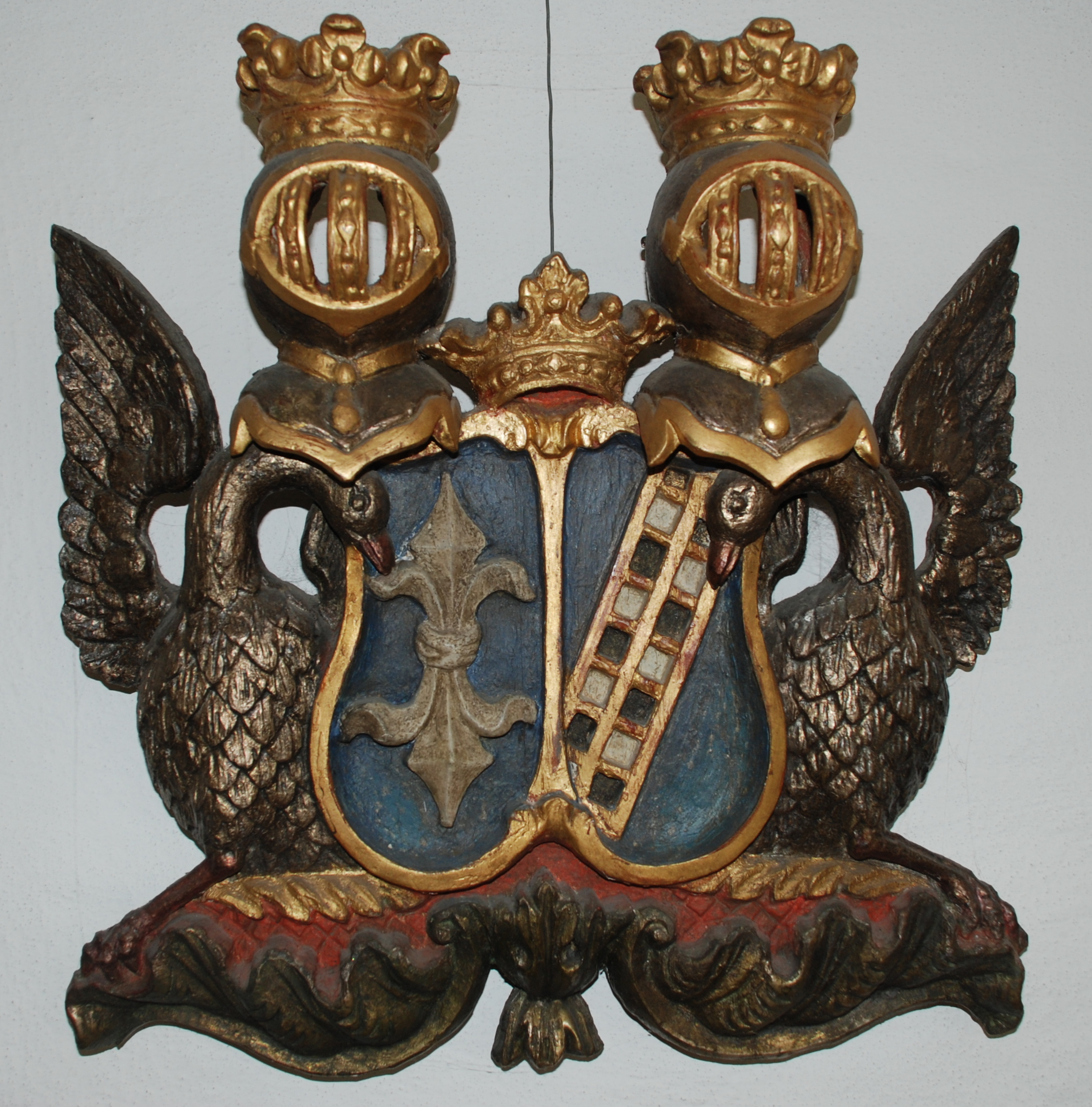
Släkten Beck-Friis vapen.